# Khanato di Sarab
Il khanato di Sarab con capitale a Sarab è stato un khanato esistito dal 1747 al 1797. Confinava con il Khanato di Ardabil a est e con il Khanato di Tabriz a ovest, ed era diviso in tre mahallah: Sarab, Hashtrud e Mianeh. Il Khanato fu fondato da Ali Khan, capo della tribù curda Shaqaqi. Durante le guerre russo-persiane l'influenza persiana sul khanato aumentò. Dopo il trattato di Golestan rimase nella sfera d'influenza persiana e fu abolita dalla dinastia Qajar nel 1828.

## Khan di Sarab
- Ali Khan Shaqaqi 1747-1786
- Sadiq Khan Shaqaqi 1786-1797[4]